# Sinagoga di Verona
La sinagoga di Verona è un luogo di culto ebraico che sorge nel cuore del centro storico di Verona, non distante da piazza delle Erbe, nell'area in cui si trovava l'antico ghetto di Verona.

## Storia
La presenza di una comunità ebraica a Verona è piuttosto antica e documentata almeno dal 978, tuttavia essa venne in alcune occasioni allontanata fino a quando, nel 1408, la Repubblica di Venezia autorizzò ufficialmente lo stanziamento della stessa in città, concedendole inoltre la possibilità di occuparsi di prestiti. Nel 1604, inoltre, nell'area compresa tra via Mazzini, piazze Erbe e via Pellicciai venne fondato il ghetto ed edificata una sinagoga, rimasta attiva sino alla seconda metà del XIX secolo.
Nell'Ottocento, infatti, venne progettata una sinagoga di maggiori dimensioni, destinata ad avere una capienza atta ad ospitare la comunità di allora, che a Verona constava di circa 1 400 persone. Il progetto venne commissionato all'architetto Giacomo Franco dal Rabbino Pardo, ma il cantiere, iniziato nel 1864, ad un certo punto venne interrotto per motivi di natura finanziaria; il completamento, su progetto modificato da Ettore Fagiuoli, avvenne solo all'inizio del secolo successivo: lo spazio venne sopraelevato mediante la realizzazione di una volta a botte e venne completata la facciata che la caratterizza ancora oggi, in stile neoclassico. L'inaugurazione del nuovo edificio di culto avvenne finalmente il 20 settembre 1929: si tratta così di una sinagoga esempio dell'emancipazione della comunità ebraica, che poté realizzare un proprio edificio di culto chiaramente identificabile anche dall'esterno.

## Descrizione

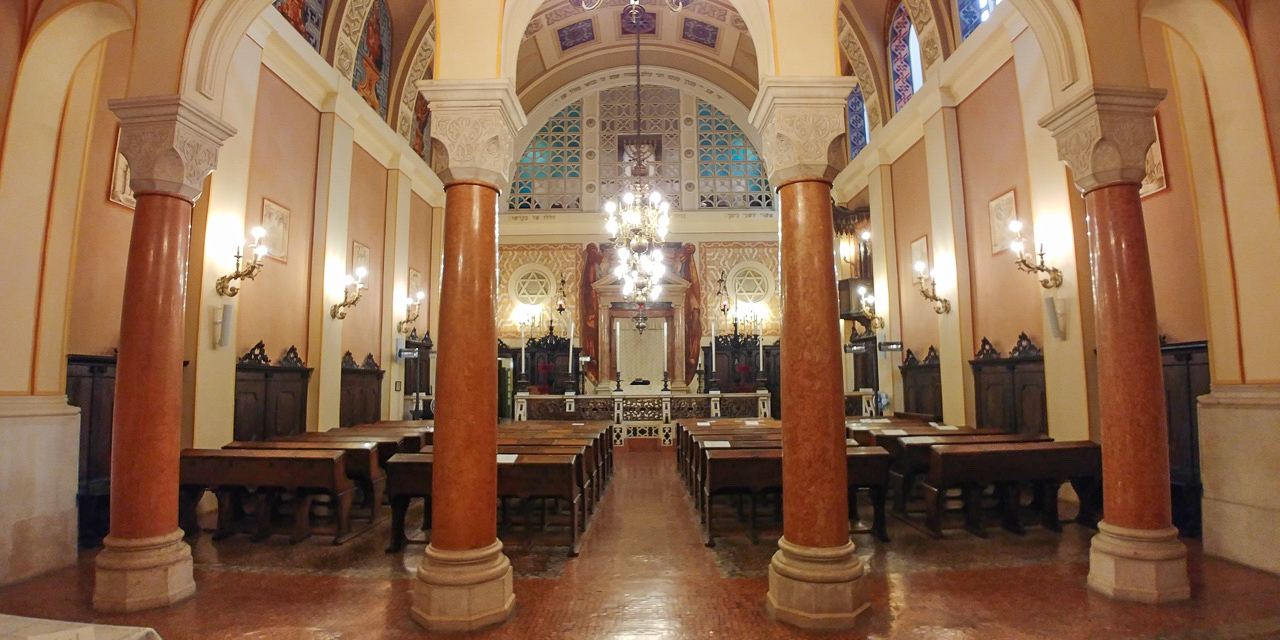
L'interno della sinagoga

La sinagoga presenta una facciata monumentale, caratterizzata dal colore giallo ocra dell'intonaco e dal bianco degli elementi architettonici e decorativi, tra cui il portale d'accesso monumentale, racchiuso tra due lesene recanti sei riquadri con bassorilievi e sormontato da una raffigurazione scultore delle Tavole della Legge. Sulla parte sinistra della facciata, inoltre, è presente un'iscrizione commemorativa di Rita Rosani, partigiana ebrea uccisa nel settembre 1944 sui monti veronesi, cui fu conferita la medaglia d'oro al valor militare.
L'interno, di grandi dimensioni, conserva integri arredi e decorazioni ottocentesche. Lungo la parete di fondo del tempio grande, posta sul lato orientale e quindi rivolta verso Gerusalemme, si trovano l'aròn in marmo rosso risalente al 1645, e davanti ad esso la tevà, separati dalla platea da una balaustra secondo lo schema tipico nelle sinagoghe ottocentesche. Il matroneo invece, luogo riservato alle donne durante la preghiera, è sostenuto da colonne in marmo rosso e collocato lungo la parete d'ingresso all'aula.